# 岔科镇
岔科镇，是中华人民共和国云南省红河哈尼族彝族自治州建水县下辖的一个乡镇级行政单位。

## 行政区划
岔科镇下辖以下地区：
岔科村、白云村、阻塘子村、庄寨村、二龙村、白土村、阿朋村、长田村和初达村。